# Sklabiná
Sklabiná é um município da Eslováquia, situado no distrito de Veľký Krtíš, na região de Banská Bystrica. Tem 9,88 km² de área e sua população em 2018 foi estimada em 976 habitantes.

## Demografia
| Ano:        | 1994 | 2004   | 2014   | 2024   |
| ----------- | ---- | ------ | ------ | ------ |
| Broj ljudi: | 789  | 867    | 870    | 912    |
| Razlika:    |      | +9,88% | +0,34% | +4,82% |

| Ano:               | 2023 | 2024   |
| ------------------ | ---- | ------ |
| Número de pessoas: | 908  | 912    |
| Diferença:         |      | +0,44% |